# Phare de Sõmeri
Le phare de Sõmeri (en estonien : Sõmeri Tuletorn) est un phare situé sur la péninsule de Sõmeri dans le golfe de Riga, de la commune de Lääneranna dans le Comté de Pärnu, en Estonie.
Il est géré par l'Administration maritime estonienne ,.

## Histoire
Une première lumière, à cet endroit, a été mise en service en 1941. Le phare actuel a été construit en 1954. Il est situé à 10 km au sud du village de Matsi.
Il est maintenant  dans une zone naturelle protégée, depuis 2007, nommée  eSõmeri hoiuala.

## Description
Le phare  est une tour octogonale blanche de 21 mètres de haut, avec une galerie et sans lanterne, montée sur une base carrée. Il émet, à une hauteur focale de 23 mètres, un éclat blanc toutes les 6 secondes. Sa portée nominale est de 9 milles nautiques (environ 17 km).

Identifiant : ARLHS : EST-051 ; EVA-835 - Amirauté : C-3595 - NGA : 12496.

## Caractéristique dufeu maritime
Fréquence : 6 secondes (W)
- Lumière : 0.6 seconde
- Obscurité : 5.4 secondes

|                          |
| Île Kihnu (localisation) |

|          |
| Le phare |

|  |
|  |

### Lien connexe
- Liste des phares d'Estonie